# Il mondo in fiamme. Contro il capitalismo per salvare il clima
Il mondo in fiamme. Contro il capitalismo per salvare il clima è un saggio ambientale del 2019, settima opera della scrittrice canadese Naomi Klein. Il libro, tradotto in oltre una dozzina di lingue, è raccolta di saggi incentrati sul cambiamento climatico e sulle azioni urgenti necessarie per preservare il pianeta.

## Trama
Il libro esplora il legame tra crisi climatica, diseguaglianze sociali e sistema capitalista. Affronta queste tematiche attraverso la narrazione di disastri naturali, come la Grande barriera corallina o i cieli anneriti dal fumo nel Pacifico nordoccidentale, fino ai danni provocati in Porto Rico dall'Uragano Maria del 2017, mettendo alla luce le verità dietro al capitalismo e alla sua incidenza sull'ambiente mostrando le conseguenze (che non vogliamo vedere) delle nostre azioni.

Il libro affronta inoltre le sfide politiche ed emotive legate alla lotta continua per un futuro sostenibile, analizzando il legame tra crisi climatica e la crescita di movimenti estremisti.

## Edizioni
- Naomi Klein, Il mondo in fiamme. Contro il capitalismo per salvare il clima [On fire. The (Burning) Case for a Green New Deal], collana Serie Bianca, traduzione di Giancarlo Carlotti, Milano, Feltrinelli, 2019  [2019],  p. 287, ISBN 978-88-07-17365-3.